# Fred Otash
Fred Otash (Massachusetts, 6 gennaio 1922 – Los Angeles, 5 ottobre 1992) è stato un investigatore privato, scrittore e attore statunitense.

## Biografia
Celebre investigatore privato delle star di Hollywood, indagò fra gli altri su Frank Sinatra, Marilyn Monroe, Errol Flynn, Lana Turner e Bette Davis.
Ebbe una figlia, Colleen Otash.

## Filmografia
- The Great Sex War (1969);
- The Executioner (1978).

## Opere
- Investigation Hollywood: Memoirs Of Hollywood's Top Private Detective (1976);
- Marilyn, Kennedy and Me.